# Mieczysław Babiński (dyplomata)
Mieczysław Zygmunt Babiński (ur. 8 września 1891 we Włocławku; zm. 17 stycznia 1961 w Zabrzu) – polski urzędnik państwowy i konsularny, działacz społeczny

## Działalność zawodowa
Urzędnik polskiej służby zagranicznej – pracownik MSZ (1918–1919), konsulatu w Kurytybie (1919–1921), MSZ (1921–1922), delegowany do Prezydium Rady Ministrów (1922–1923), MSZ (1923–1926), konsul i kierownik konsulatu w Kijowie (1926–1930) i Dyneburgu (1930–1935), radca Departamentu Konsularnego w MSZ (1935–), radca Komisariatu Generalnego RP w Wolnym Mieście Gdańsku (1938).
Pracownik Polskiego Czerwonego Krzyża oddział na Francję (1941–1946), funkcjonującego w latach 1941–1944 pod nazwą „Towarzystwo Opieki Nad Polakami we Francji”.
W PCK / T.O.P.F. sprawował następujące funkcje:
- Opiekun Społeczny i mąż zaufania w zespole schronisk w Hyeres (1941–1942)
- Samodzielny referent, oraz kierownik Działu Opieki T.O.P.F. (1942–1944)
- Szef sekretariatu Komitetu Doradców do spraw opieki nad Polakami przy francuskim Ministerstwie Spraw Zagranicznych. (1944)
- Sekretarz Generalny Biura Centralnego PCK w Paryżu (1945–1946)

## Życie prywatne
Syn Antoniego Babińskiego i Heleny z Kaczorowskich. Związek małżeński między Mieczysławem Babińskim a Heleną Otylią ze Steuiników, (córką Pawła Steinicke oraz Walerii z Loschnitz), urodzoną 19 kwietnia 1887 we Włocławku, został zawarty 24 Grudnia 1921 roku w Warszawie w kościele Ewangelickim na ul. Królewskiej. Córka z wymienionego małżeństwa – Ewa Babińska urodzona 17 listopada 1922 w Warszawie. Zarówno żona Helena i córka Ewa zmarły na tyfus plamisty w obozie koncentracyjnym w Auschwitz, gdzie trafiły transportem z Warszawy w dniu 05 sierpnia 1943. Helena Babińska (Nr obozowy 53848) zmarła 13 listopada 1943. Ewa Babińska (Nr obozowy 53847) zmarła 26 grudnia 1943.. Ostatnim znanym miejscem zamieszkania rodziny Babińskich jest Warszawa ul. Zygmunta Krasińskiego 8/11
Mieczysław Babiński powrócił po wojnie do kraju, Ostatnim znanym miejscem zamieszkania jest Zabrze, gdzie do 1958 roku pracował w Fabryce Lin i Drutu w Zabrzu

## Ordery i odznaczenia
- Krzyż Kawalerski Orderu Odrodzenia Polski (9 listopada 1932)[9]
- Złoty Krzyż Zasługi (10 listopada 1938)[10]
- Medal Dziesięciolecia Odzyskanej Niepodległości[11]
- Krzyż Komandorski Orderu Korony Rumunii (Rumunia)[11]
- Brązowy Medal za Długoletnią Służbę[12]
- Srebrny Medal za Długoletnią Służbę[12]